# Абаза, Аркадий Максимович
Арка́дий Макси́мович Абаза́ (30 июля [11 августа] 1843, с. Свердликово, Суджанский уезд, Курская губерния — 3 [16] января 1915, Курск) — русский композитор, пианист, педагог, музыкально-общественный деятель; один из зачинателей систематического музыкального образования в Курской губернии.

## Биография
Происходил из молдавских дворян. Отец — Максим Андреевич Абаза (1789—?), мать — Наталья Петровна Лялина. У него было три старших брата, Александр (родился 14 марта 1835 года), Иван (родился 24 февраля 1836 года) и Евгений (родился 18 августа 1837 года).
Окончил Харьковское музыкальное училище Российского музыкального общества, затем — Петербургскую консерваторию по классу фортепиано Александра Дрейшока и по классу вокала Камилло Эверарди. Совершенствовался в Германии у Ханса фон Бюлова.
В 1877 году Абаза основал музыкальную школу в Сумах, преподавал в ней по 1881 год. С 1881 года до конца жизни заведовал музыкальными классами в городе Курске, которые окончили будущие выдающиеся скрипачи М. Эрденко, К. Думчев, эстрадная певица Н. Винникова, композиторы Н. Рославец и В. Задерацкий. Он руководил классами Русского музыкального общества и давал мастер-классы в  различных музыкальных школах.
Похоронен в Севастополе на Херсонском кладбище.

## Творчество
Редактировал публикации записей песен Курской губернии Г. Зайцева и А. Горячнова. Активно сотрудничал и пропагандировал музыкальное искусство и творчество в столичной и местной прессе, рассказывая о великих композиторах, писал музыкальные рецензии для газеты «Курские губернские ведомости» (1889—1908).
Автор более 20 русских романсов (многие — на стихи А. Кольцова), хора, пьес для фортепиано.

### Избранные произведения
| романсы - «То не ветер ветку клонит» - «Не скажу никому» - «Так и рвётся душа» - «Песня старика» - «Погубили меня твои чёрные глаза» | для хора из четырёх голосов - «Гимн святым братьям Кириллу и Мефодию» («Славяне песнею высокой…») фортепианные пьесы более 30. |